# La Punition (film, 1962)

La Punition (ou Les Mauvaises Rencontres) est un moyen métrage film français réalisé en 1962 par Jean Rouch, sorti en 1963.

## Synopsis
Nadine, 18 ans, élève de terminale, est arrivée en retard au cours de philosophie. Elle est renvoyée du lycée pour la journée. Pour tuer le temps, elle se met à déambuler dans Paris et rencontre des hommes : Jean-Claude, un étudiant au Jardin du Luxembourg ; Landry, un ami africain au Jardin des Plantes ; et sur un quai de la Seine, elle est accostée par Jean-Marc, un ingénieur quadragénaire. Dans tous les cas, il est question d'amour, de sexe, de relations hommes-femmes...

## Fiche technique
- Titre : La Punition
- Titre secondaire : Les Mauvaises Rencontres
- Titre anglais international : The Punishment
- Réalisation : Jean Rouch
- Scénario : Jean Rouch
- Photographie : Michel Brault et Roger Morillière
- Montage : Annie Tresgot
- Producteur : Pierre Braunberger
- Société de production et de distribution : Les Films de la Pléiade
- Restauration : Eymeric Jorat pour Lumières Numériques, avec le soutien financier du Centre National de la Cinématographie
- Pays d'origine :  France
- Durée : 58 minutes
- Date de sortie : 8 avril 1964
- Visa n° 27223

## Distribution
- Nadine Ballot : Nadine, la lycéenne
- Jean-Marc Simon : Jean-Marc, l'ingénieur quadragénaire
- Jean-Claude Darnal : Jean-Claude, l'étudiant
- Modeste Landry : Landry, l'ami africain
- László Szabó